# Trizogeniates eliskae
Trizogeniates eliskae is een keversoort uit de familie bladsprietkevers (Scarabaeidae). De wetenschappelijke naam van de soort werd voor het eerst geldig gepubliceerd in 2019 door Ferriera, Bravo, Grossi en Seidel.